# LACM 238471
LACM 238471 es fósil de un ejemplar pequeño de Tyrannosaurus rex, al que lo apodaron como "Terópodo Jordan".

## Historia
En 1966 en Jordan (Montana) se desenterró un cráneo, el cual Ralph Molnar pensó que el cráneo sería de "Aublysodon mirandus" en 1977 y 1978. Primero se pensó que el cráneo fósil LACM 238471 pertenecía a un Tyrannosaurus juvenil, después se pensó que era de algún dromeosáurido gigante. El cráneo fue apodado como "Terópodo Jordan" el nombre de Aublysodon molnaris por Gregory S. Paul en 1988, en 1990 Paul corrigió el nombre a Aublysodon molnari, aplicando el genitivo correcto. Luego fue reclasificado en un género separado, Stygivenator por George Olshevsky en 1995, pero más tarde, en 2004, fue reclasificado de nuevo como un ejemplar joven de Tyrannosaurus rex por Thomas Carr y Tom Williamson. Otro esqueleto parcial de Nuevo México, el espécimen OMNH 10131, fue considerado en 1990 como Aublysodon, pero investigación posterior realizada por Thomas Carr y Tom Williamson primero lo refirió a Daspletosaurus. y más tarde a Bistahieversor. En 1988 Paul también creó otra especie cuando renombró a Shanshanosaurus huoyanshanensis (Dong, 1977) en Aublysodon huoyanshanensis. Este probablemente constituye un espécimen de Tarbosaurus.